# Ulrich Köhler (Ethnologe)
Ulrich Köhler (* 3. Mai 1937 in Budapest; † 4. August 2016 in Merzhausen) war ein deutscher Ethnologe und Altamerikanist.

## Leben
Ulrich Köhler, Sohn des deutschen Diplomaten Heinrich Köhler und dessen Frau Gertrud (geb. Strohmayer), einer Juristin, verbrachte seine Kindheit in Schlesien, Dresden, Salzburg und Bremen. Später zog die Familie nach Bonn, danach nach Frankfurt am Main, wo Köhler 1957 ein Studium der Volkswirtschaftslehre begann. Bei einem Studienaufenthalt in Frankreich besuchte er Veranstaltungen von Georges Balandier, die sein Interesse für die Ethnologie weckten. 1962 schloss er das Studium der Volkswirtschaftslehre ab und wechselte an die Northwestern University bei Chicago, wo Melville J. Herskovits ihn von seinem Vorhaben, eine Dissertation über die Entwicklungszusammenarbeit der USA in Afrika zu verfassen, abhielt. Stattdessen schickte er ihn nach Mexiko, da ihn dort günstigere Voraussetzungen für weitere Forschungen erwarten sollten.
Es folgten Aufenthalte am Arnold-Bergstraesser-Institut in Freiburg und an der Universität Münster, bevor er 1968 mit der Dissertation Gelenkter Kulturwandel im Hochland von Chiapas. Eine Studie zur angewandten Ethnologie in Mexiko promovierte. 1969 reiste er für zwei Jahre erneut nach Chiapas, wo er die religiösen und kosmologischen Vorstellungen der Tzotzil erforschte. Dieser Aufenthalt legte den Grundstein für seine Habilitationsschrift Čonbilal Č’ulelal. Grundformen mesoamerikanischer Kosmologie und Religion in einem Gebetstext auf Maya-Tzotzil. 1976 erhielt er die Venia Legendi in den Fächern Altamerikanistik und Ethnologie. 1977 wurde er in Münster zum außerplanmäßigen, 1980 zum Professor auf Lebenszeit ernannt. 1985 bis 2011 wirkte er in der Redaktion der Zeitschrift für Ethnologie mit.
1987 wechselte Ulrich Köhler als Nachfolger von Rolf Herzog an die Universität Freiburg, wo er sich weiterhin vor allem der Religions- und Wirtschaftsethnologie Zentralamerikas widmete. Unter seiner Herausgeberschaft erschien 1990 der Band Altamerikanistik – Eine Einführung in die Hochkulturen Mittel- und Südamerikas, welcher bis heute als Standardwerk gilt. 1992 war Köhler Dekan der Geowissenschaftlichen Fakultät. Immer wieder führten ihn Forschungsreisen nach Chiapas, wo er 1994 versehentlich für einen Aufständischen der Zapatisten gehalten und kurzzeitig inhaftiert wurde. 2002 wurde er emeritiert.
Köhler war seit 1974 mit der Pädagogin Gisela Hörstgen verheiratet, die nur drei Wochen vor ihm starb. Er verstarb an den Folgen der Parkinson-Krankheit.

## Veröffentlichungen (Auswahl)
- Gelenkter Kulturwandel im Hochland von Chiapas. Eine Studie zur angewandten Ethnologie in Mexiko. Freiburger Studien zur Politik und Gesellschaft überseeischer Länder, Vol 7. Bielefeld: Bertelsmann Universitätsverlag 1969.
- Chonbilal Ch'ulelal. Grundformen mesoamerikanischer Kosmologie und Religion in einem Gebetstext auf Maya-Tzotzil. Acta Humboldtiana, Series Geographica et Ethnographica, Vol 5, Franz Steiner Verlag, Wiesbaden 1977.
- Köhler, Ulrich (Hrsg.) Altamerikanistik – Eine Einführung in die Hochkulturen Mittel- und Südamerikas. Ethnologische Paperbacks. Berlin: Dietrich Reimer Verlag 1990.